# Canton de Caen-1
Le canton de Caen-1 est une division administrative française située dans le département du Calvados et la région Normandie.
À la suite du redécoupage cantonal de 2014, les limites territoriales du canton sont remaniées.

## Géographie
Ce canton est organisé autour de Caen dans l'arrondissement de Caen. Son altitude varie de 2 m (Caen) à 73 m (Caen) pour une altitude moyenne de 9 m.

## Histoire

### Les cantons de Caen-Sud puis Caen-Ouest (1801-1973)
Le 6 brumaire an X (28 octobre 1801), la ville de Caen et ses environs sont divisés en deux cantons. Le canton de Caen-Nord est formé par la partie de la commune de Caen située au nord de la route de Paris à Cherbourg, ainsi que par les communes de Saint-Contest, Épron, Saint-Germain-la-Blanche-Herbe et Hérouville. Le canton de Caen-Sud est formé par la partie de la commune de Caen située au sud de la route de Paris à Cherbourg, ainsi que par les communes d'Allemagne (actuellement Fleury-sur-Orne), Bretteville-sur-Odon, Cormelles, Ifs, Louvigny et Venoix (aujourd'hui quartier de Caen).
Le canton de Caen-Ouest est créé par l'ordonnance du 30 décembre 1815. Font partie de ce canton, la partie occidentale de la commune de Caen, ainsi que les communes de Saint-Germain-la-Blanche-Herbe, Bretteville-sur-Odon, Venoix et Louvigny. 

### Les différents cantons de Caen-1 (depuis 1973)
Le décret du 2 août 1973 créé le canton de Caen-1 qui comprend les communes de Carpiquet, Bretteville-sur-Odon et de Louvigny ainsi qu'une portion du territoire de la ville de Caen.
Un nouveau découpage territorial du Calvados entre en vigueur en mars 2015, défini par le décret du 17 février 2014, en application des lois du 17 mai 2013 (loi organique 2013-402 et loi 2013-403),. Font partie du canton de Caen-1 les communes de Tourville-sur-Odon, Mouen, Verson, Bretteville-sur-Odon, ainsi qu'une partie de la commune de Caen.

## Représentation

### Conseillers généraux de l'ancien canton de Caen-Ouest (1833-1973)
| Période           | Période      | Identité                   | Étiquette          | Qualité |
| ----------------- | ------------ | -------------------------- | ------------------ | --- |
| 1833              | 1848 (décès) | François Durand            | Républicain modéré | Notaire, maire de Caen, député (avril à septembre 1848) |
| 1848              | 1852         | Pierre Thomine-Desmazures  | Droite             | Avocat au barreau de Caen, député (1848-1851) |
| 1852              | 1871         | François-Gabriel Bertrand  | Tiers parti        | Professeur de rhétorique, doyen de la faculté des lettres, maire de Caen (1848-1870), député (1863-1869)                                                                            |
| 1871              | 1875 (décès) | François Roulland          |                    | Médecin, maire de Caen (1871-1875) |
| 1875              | 1882 (décès) | Charles-Alfred Bertauld    | Centre gauche      | Avocat et professeur de code civil, maire de Caen (1875-1879), député (1871-1876), sénateur (1876-1882)                                                                             |
| 1882              | 1901         | Paul Toutain               | Républicain        | Maire de Caen (1879-1882), conseiller d'arrondissement |
| 1901              | 1907         | Léopold Année              | Nationaliste       | Avoué honoraire, conseiller municipal de Caen |
| 1907              | 1919         | René Perrotte              | Gauche radicale    | Notaire, maire de Caen (1898-1904 et 1908-1919) |
| 1919              | 1931 (décès) | Charles Badin (1863-1931)  | Républicain modéré | Agent d'affaires à Caen, président du tribunal de commerce |
| 1931              | 1940         | Camille Blaisot            | URD                | Avocat à Caen, député (1914-1942), ministre (1931-1932 et 1935-1936), nommé membre de la commission administrative départementale en 1941, arrêté en 1943, déporté et mort à Dachau |
|                   |              |                            |                    | |
| 1943              | 1945         | André Détolle (1876-1962)  | RG                 | Négociant en tissus, conseiller d'arrondissement, maire de Caen (1925-1944), nommé conseiller départemental en 1943                                                                 |
|                   |              |                            |                    | |
| 1945              | 1949         | Pierre Bouts               | MRP                | Directeur d'assurances, premier adjoint au maire de Caen |
| 1949              | 1953 (décès) | Henri Le Rasle (1894-1953) | RPF                | Médecin, ancien aide-major de première classe au gouvernement militaire de Paris |
| 1953              | 1961         | Yves Guillou               | DVD                | Ingénieur des ponts et chaussées, maire de Caen (1944-1959) |
| 1961              | 1970 (décès) | Jean-Marie Louvel          | MRP                | Ingénieur, maire de Caen (1959-1970), sénateur (1959-1970), ancien ministre (1950-1954)                                                                                             |
| 13 septembre 1970 | 1973         | Jean-Marie Girault         | RI                 | Avocat, sénateur (1971-1998), maire de Caen (1970-2001) |

### Conseillers d'arrondissement de Caen Ouest (de 1833 à 1940)
| Période                                  | Période          | Identité                                | Étiquette   | Qualité |
| ---------------------------------------- | ---------------- | --------------------------------------- | ----------- | --- |
| 1833                                     | 1839             | Antoine-François Binard (1797-1869)     |             | Avocat général à la Cour royale de Caen                                                                     |
| 1839                                     | 1848             | Jean-Louis-Hippolyte Mabire             |             | Avocat à Caen                                                                                               |
| 1848                                     | 1855             | Charles Valot                           |             | Avocat à Caen                                                                                               |
| 1855                                     | 1860 (décès)     | Scipion Lancelin (1794-1860)            |             | Avocat, juge de paix, propriétaire rue Saint-Martin à Caen                                                  |
| 1860                                     |                  | Jean Stanislas Le Vigoureux (1814-1871) |             | Juge de paix, propriétaire rue de Bayeux à Caen                                                             |
|                                          |                  |                                         |             | |
| 1871                                     | 1880             | Jules Dauphin-Valembourg (1818-1888)    |             | Propriétaire rue Guillaume-le-Conquérant à Caen, ancien maire de Verson puis adjoint au maire de Caen       |
| 1880                                     | 1882 (démission) | Paul Toutain                            | Républicain | Maire de Caen (1879-1882)                                                                                   |
| 1882                                     | 1895             | Ernest Foucher                          | Républicain | Avocat, propriétaire rue de Geôle, conseiller municipal de Caen                                             |
| 1895                                     | 1897 (décès)     | Charles Eugène Mofras (1817-1897)       |             | Conseiller de préfecture honoraire, propriétaire à Caen                                                     |
| 1897                                     | 1904             | Ernest Le Gost                          |             | Avocat, propriétaire rue de l'Académie à Caen et à Langrune-sur-Mer                                         |
| 1904                                     | 1910             | Alfred Liégard                          | Libéral     | Propriétaire place Saint-Sauveur à Caen                                                                     |
| 1910                                     | 1940             | André Détolle                           | RG          | Négociant en tissus rue Sadi-Carnot, maire de Caen (1925-1944), président du conseil d'arrondissement       |
| 1940                                     |                  |                                         |             | Les conseils d'arrondissement ont été suspendus par la loi du 12 octobre 1940 et n'ont jamais été réactivés |
| Les données manquantes sont à compléter. |                  |                                         |             | |

### Conseillers généraux de 1973 à 2015 (canton de Caen-1)
| Période | Période          | Identité                   | Étiquette     | Qualité                                                                         |
| ------- | ---------------- | -------------------------- | ------------- | ------------------------------------------------------------------------------- |
| 1973    | 1989 (démission) | Jean-Marie Girault         | RI puis UDF   | Avocat, maire de Caen (1970-2001), sénateur (1971-1998)                         |
| 1989    | 2004             | Simone Dauguet (1941-2013) | RPR, puis DVD | Pharmacienne, conseillère municipale de Caen                                    |
| 2004    | 2011             | Luc Duncombe               | UDF puis NC   | Docteur vétérinaire, conseiller municipal de Caen                               |
| 2011    | 2015             | Jean Lemarié               | PS            | Directeur des ressources humaines, conseiller municipal de Bretteville-sur-Odon |

### Conseillers départementaux depuis 2015 (nouveau canton de Caen-1)
| Période élective | Période élective | Mandat        | Mandat           | Identité            | Nuance | Nuance                      | Qualité |
| ---------------- | ---------------- | ------------- | ---------------- | ------------------- | ------ | --------------------------- | --- |
| 2015             | 2021             | 2015          | 2017 (démission) | Sonia de La Provôté |        | UDI                         | Médecin du travail, adjointe au maire de Caen, ancienne conseillère générale du canton de Caen-3, sénatrice du Calvados (depuis 2017) |
| 2015             | 2021             | 2015          | 2021             | Ludwig Willaume     |        | LR                          | Conseiller municipal de Caen |
| 2015             | 2021             | novembre 2017 | 2021             | Sophie Simonnet     |        | DVD                         | Adjointe au maire de Caen |
| 2021             | 2028             | 2021          | en cours         | Sophie Simonnet     |        | Union au centre et à droite | Adjointe DVD au maire de Caen |
| 2021             | 2028             | 2021          | en cours         | Ludwig Willaume     |        | Union au centre et à droite | 10e vice-président du conseil départemental, conseiller municipal LR de Caen                                                          |

### Résultats détaillés

#### Élections de mars 2015
À l'issue du 1er tour des élections départementales de 2015, deux binômes sont en ballottage : Sonia de La Provôté et Ludwig Willaume (Union de la Droite, 41,39 %) et Jorma Accard et Martine Denis (PS, 29,32 %). Le taux de participation est de 52,3 % (9 873 votants sur 18 877 inscrits) contre 51,43 % au niveau départemental et 50,17 % au niveau national.
Au second tour, Sonia de La Provôté et Ludwig Willaume (Union de la Droite) sont élus avec 54,74 % des suffrages exprimés et un taux de participation de 51,13 % (4 957 voix pour 9 651 votants et 18 877 inscrits).

#### Élections de juin 2021
Le premier tour des élections départementales de 2021 est marqué par un très faible taux de participation (33,26 % au niveau national). Dans le canton de Caen-1, ce taux de participation est de 36,76 % (6 931 votants sur 18 853 inscrits) contre 34,31 % au niveau départemental. À l'issue de ce premier tour, deux binômes sont en ballottage : Sophie Simonnet et Ludwig Willaume (Union au centre et à droite, 52,12 %) et Alexandra Duhamel et Thibaut Le Gal (Union à gauche, 47,88 %).
Le second tour des élections est marqué une nouvelle fois par une abstention massive équivalente au premier tour. Les taux de participation sont de 34,3 % au niveau national, 34,65 % dans le département et 39,16 % dans le canton de Caen-1. Sophie Simonnet et Ludwig Willaume (Union au centre et à droite) sont élus avec 52,93 % des suffrages exprimés (3 752 voix pour 7 384 votants et 18 854 inscrits),,.

## Composition

### Composition de 1973 à 1982
Le canton de Caen-I comprend les communes de Carpiquet, Bretteville-sur-Odon et de Louvigny ainsi qu'une portion du territoire de la ville de Caen.

### Composition de 1982 à 2015

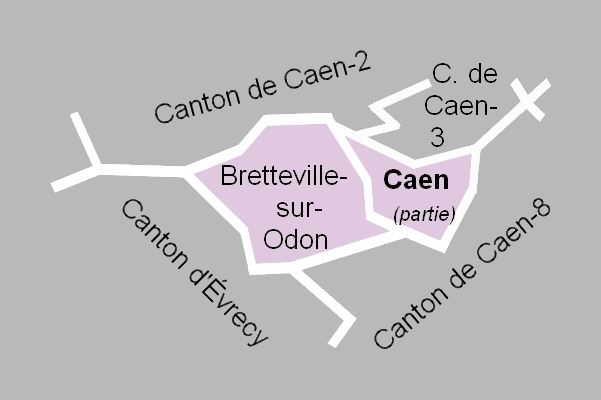
La carte des communes de l'ancien canton. Les cantons limitrophes étaient ceux de Caen-2, de Caen-3, de Caen-8 et d'Évrecy.

Le canton de Caen-1 se composait d'une fraction de la commune de Caen et de la commune de Bretteville-sur-Odon. Il comptait 16 016 habitants en 2012 (population municipale).
Les quartiers de Caen compris dans ce canton étaient ceux de l'Hôtel de ville (bureau de vote 1), de Saint-Ouen (bureau 3) et de Venoix (bureau 4). La limite cantonale était délimitée « par l'axe des voies suivantes : au nord, route nationale (en projet [en 1982], en intersection des rues suivantes : chemin rural no 2 de Bretteville-sur-Odon à la Maladrerie, intersection de la rue Paul-Déroulède avec l'avenue Charlemagne, chemin des Brebeufs, chemin des Coutures), boulevard André-Detolle, rue Auguste-Nicolas, rue de la Haie-Vigné, rue Damozanne, rue du Clos-Caillet, rue de Bayeux (jusqu'à la place des Anciennes-Boucheries), rue Saint-Martin (jusqu'à la place Saint-Martin) ; à l'est, rue Saint-Manvieu, rue Bertault, place Fontette, place Guillouard, avenue Albert-Sorel, boulevard Yves-Guillou, boulevard du Petit-Vallerent, la Noë (jusqu'à la limite avec la commune de Louvigny) ».
À la suite du redécoupage des cantons pour 2015, la commune de Bretteville-sur-Odon et la partie de Caen au nord de la rue Caponière et de la rue de Québec restent rattachées au canton de Caen-1, la partie au sud desdites rues est intégrée à celui de Caen-5.

Situation du canton dans l'arrondissement de Caen (hors Caen).

#### Ancienne commune
La commune de Venoix, absorbée en 1952 par Caen, était la seule commune supprimée, depuis la création des communes sous la Révolution, incluse (pour sa plus grande partie) dans le territoire du canton de Caen-1 antérieur à 2015.

### Composition à partir de 2015
Le canton de Caen-1 comprend quatre communes entières et une fraction de la commune de Caen.
| Nom                          | Code Insee | Intercommunalité | Superficie (km2) | Population (dernière pop. légale)                 | Densité (hab./km2) | Modifier                                    |
| ---------------------------- | ---------- | ---------------- | ---------------- | ------------------------------------------------- | ------------------ | ------------------------------------------- |
| Caen (bureau centralisateur) | 14118      | CU Caen la Mer   | 25,70            | Fraction : 18 096 (2022) Commune : 108 398 (2022) | 4 218              | modifier les données · modifier les données |
| Bretteville-sur-Odon         | 14101      | CU Caen la Mer   | 6,46             | 4 392 (2022)                                      | 680                | modifier les données · modifier les données |
| Mouen                        | 14454      | CU Caen la Mer   | 4,16             | 1 779 (2022)                                      | 428                | modifier les données · modifier les données |
| Tourville-sur-Odon           | 14707      | CU Caen la Mer   | 1,70             | 1 140 (2022)                                      | 671                | modifier les données · modifier les données |
| Verson                       | 14738      | CU Caen la Mer   | 10,36            | 3 927 (2022)                                      | 379                | modifier les données · modifier les données |
| Canton de Caen-1             | 1405       |                  |                  | 29 334 (2022)                                     |                    | modifier les données                        |

La partie de la commune de Caen intégrée dans le canton est celle située à l'ouest d'une ligne définie par l'axe des voies et les limites suivantes : depuis la limite territoriale de la commune de Carpiquet, route de Caumont-l'Éventé, boulevard Georges-Pompidou, rue Nicolas-Oresme, rue du Général-Moulin, rue de Bayeux, boulevard Dunois, boulevard Richemont, avenue de Creully, avenue de Courseulles, rue du Magasin-à-Poudre, esplanade de la Paix, rue Léon-Lecornu, rue du Vaugueux, rue des Fossés-du-Château, rue des Terrasses, rue de Geôle, Fos Saint-Julien, place Saint-Martin, rue Saint-Manvieu, voie du Palais-de-Justice, place Saint-Sauveur, rue Guillaume-le-Conquérant, rue Caponière, boulevard Yves-Guillou, rue de Québec jusqu'à la limite territoriale de la commune de Louvigny.

## Démographie

### Démographie avant 2015
| 1975 | 1982 | 1990   | 1999   | 2006   | 2011   | 2012   |
| ---- | ---- | ------ | ------ | ------ | ------ | ------ |
| -    | -    | 16 802 | 16 429 | 16 265 | 16 098 | 16 016 |

### Démographie depuis 2015
En 2022, le canton comptait 29 334 habitants, en évolution de +6,55 % par rapport à 2016 (Calvados : +1,58 %, France hors Mayotte : +2,11 %).
| 2013   | 2018   | 2022   |
| ------ | ------ | ------ |
| 27 934 | 28 067 | 29 334 |